# Jean Meno Haas
Jean Meno Haas (døbt 8. februar 1786 i København – 22. juli 1857 sammesteds) var en dansk maler og kobberstikker.
Han var søn af kobberstikker Meno Haas og Birgithe Cathrine Hortulan, blev undervist af faderen og har måske også modtaget undervisning på kunstakademiet i Berlin, hvor han voksede op og arbejdede som miniaturemaler. Omkring 1815 flyttede han til København, hvor han indgik i kredsen omkring Johan Bülow og blev ven med maleren Christian Horneman. Han kunne ikke leve af portrætmaleriet og måtte af økonomiske grunde påtage sig bestillinger på triviel grafik. Som grafiker forveksles han ofte med faderen, mens hans produktion som maler er mere sikkert identificeret. Som maler hæver han sig ikke over det middelmådige. I de senere år virkede han som økonom ved Frederiks Hospital.
Han blev gift 25. marts 1821 i København med Anne Marie Charlotte Ahrensen (19. juni 1796 smst. – 24. september 1853 smst.), datter af Jens Jørgen Ahrensen og Johanne Marie Vestborg. 
Han er begravet på Assistens Kirkegård.
Jean Meno Haas er repræsenteret i Den Kongelige Kobberstiksamling.

## Værker
- Portrætminiature, formentlig af kunstnerens mor (gouache på elfenben, 1810, Statens Museum for Kunst)
- Ditto af prins Wilhelm af Preussen (udstillet 1812)
- 3 scener fra Christoph Martin Wielands Oberon (udstillet 1812)
- Portræt af pastor le Sage de Fontenay (1840)
- Portræt af dennes hustru (1840)
- Astronomen Thomas Bugge (litografi)
- Holbergillustrationer, efter C.A. Lorentzen (kobberstik)